# Pieve Vergonte
Pieve Vergonte – miejscowość i gmina we Włoszech, w regionie Piemont, w prowincji Cusio Ossola. Jest to około 20 kilometrów na północny zachód od Verbanii i 110 kilometrów na północny wschód od Turynu.
Według danych na rok 2004 gminę zamieszkiwały 2692 osoby, 65,7 os./km².